# Praça de Barcelos
A Praça de Barcelos é uma praça do início do século XX, situada no centro da cidade de Pontevedra (Espanha), a leste do centro histórico de Pontevedra.

## Origem do nome
A praça tem o nome da cidade portuguesa de Barcelos, com a qual Pontevedra é geminada desde 1970.

## História
No século XIX, a feira de gado de Pontevedra, cujas origens remontam à Idade Média, realizava-se nos terrenos do que é hoje o Parque das Palmeiras. No final do século XIX, quando o Palácio da Deputação de Pontevedra foi construído e o Parque das Palmeiras foi criado, foi necessário mudar o recinto da feira para outro local devido à falta de espaço. Após várias controvérsias, a proposta do construtor Manuel Vidal Boullosa foi finalmente aceite em 1896, oferecendo um terreno (uma esplanada) situado entre a antiga rua do Progreso a sul (hoje rua Benito Corbal) e o muro do convento de Santa Clara a norte que se tornaria a actual Praça de Barcelos. Em 1898 o terreno foi comprado pela Câmara Municipal de Pontevedra por 40.000 pesetas.
O terreno foi nivelado e foram plantados plátanos para a instalação da feira e foi batizado de Campo da Feira, onde as feiras foram realizadas durante décadas, desde 1900.
Em Agosto de 1970, durante as festividades da Virgem Peregrina, a cidade foi geminada com a cidade portuguesa de Barcelos.
Em 1971, o recinto da feira passou a chamar-se Praça de Barcelos, em referência à geminação de Pontevedra com esta cidade portuguesa que teve lugar em Agosto de 1970. Na década de 1970, a praça foi transformada em estacionamento e o mercado de rua que anteriormente era realizado na Praça da Ferraria começou a ser realizado ali., O mercado em que os comerciantes vendiam os seus produtos têxteis e alimentares foi realizado na praça nos dias 1, 8, 15 e 23 de cada mês, até 23 de Setembro de 1988.
Entre março e outubro de 1997, a praça foi completamente reformada. Foi construído um grande parque de estacionamento subterrâneo de três andares no subsolo e a superfície foi completamente remodelada. Os plátanos foram cortados e apenas uma fila ficou no lado norte da praça, mais próximo da parede do convento de Santa Clara.
Em janeiro de 1998, o Monumento à Árvore, obra do escultor José Luis Penado, foi instalado no lado sul da praça como lembrança dos muitos plátanos que foram cortados durante a construção do parque de estacionamento subterrâneo e a urbanização da praça.
Em Setembro de 2016, foram instalados dois campos polidesportivos no norte da praça ao lado da parede do convento, constituídos por um campo com cestos e balizas e uma mesa de ténis de mesa.

## Descrição
A praça tem uma forma quadrada e uma área de 16.000 metros quadrados. Aqui convergem as ruas Rouco, Xenaro Pérez de Villamil, Vasco da Ponte, Campo da Feira, San Antoniño e Perfecto Feijóo.
A praça é ajardinada, com jardins compartimentados, caminhos pavimentados, árvores, um parque infantil, uma área central com bancos e uma fonte de pedra. O lado norte da praça é dominado pelo grande muro de seis metros de altura dos jardins do convento de Santa Clara, que é protegido como um bem patrimonial. No centro-sul da praça encontra-se o Monumento à Árvore. Representa uma grande árvore de ferro de 6 metros de altura, cujos ramos são encimados pelas típicas cristas dos galos de Barcelos. 
No subsolo da praça encontra-se o maior parque de estacionamento subterrâneo da cidade, com 906 lugares de estacionamento.
No lado sul da praça existem cafetarias e nos lados leste, oeste e sul há lojas. No lado sudoeste da praça está também a escola pública multilingue de Barcelos.

## Galeria de imagens

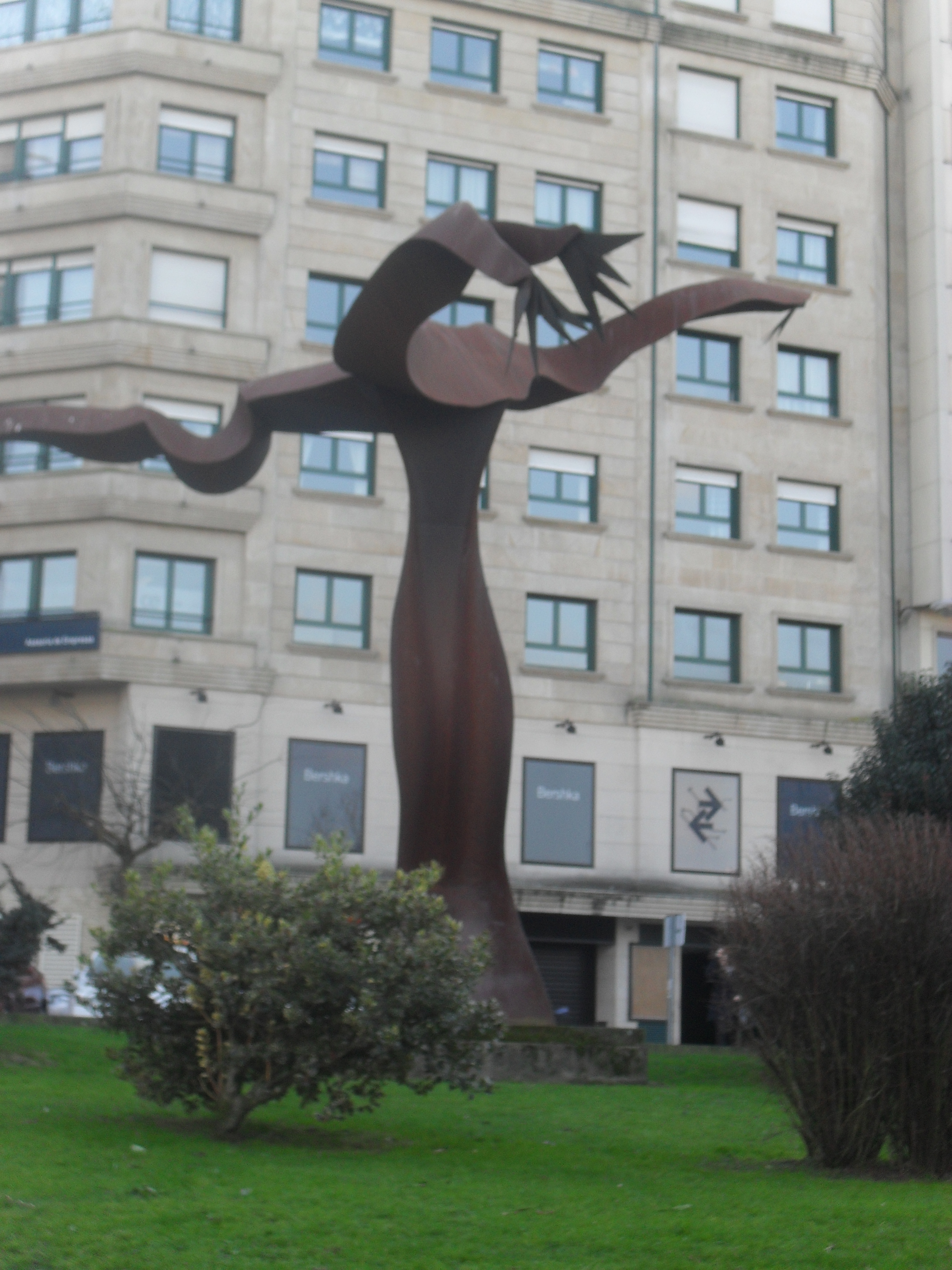
Monumento à árvore no lado sul da praça
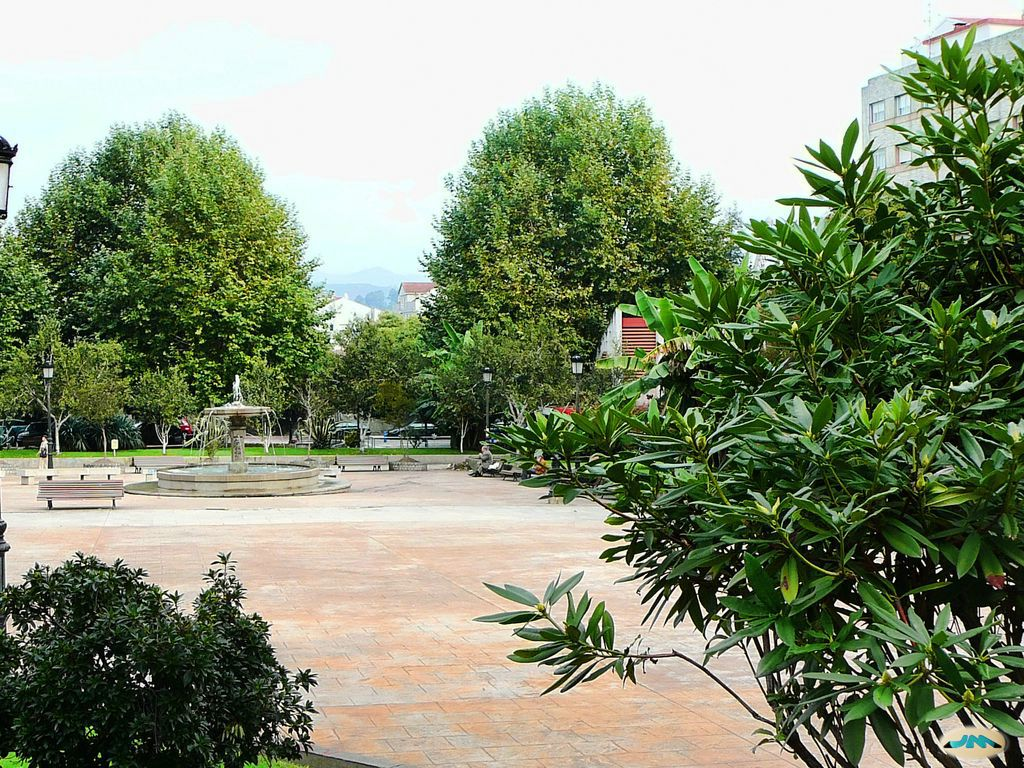
Árvores da praça
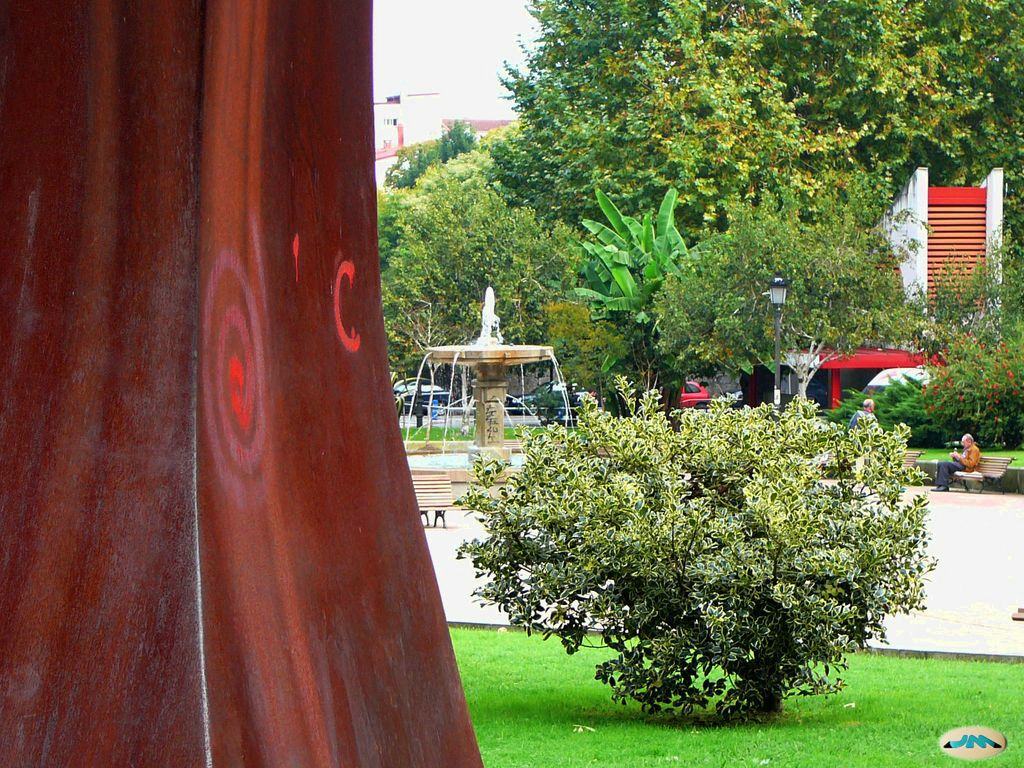
Fonte na praça
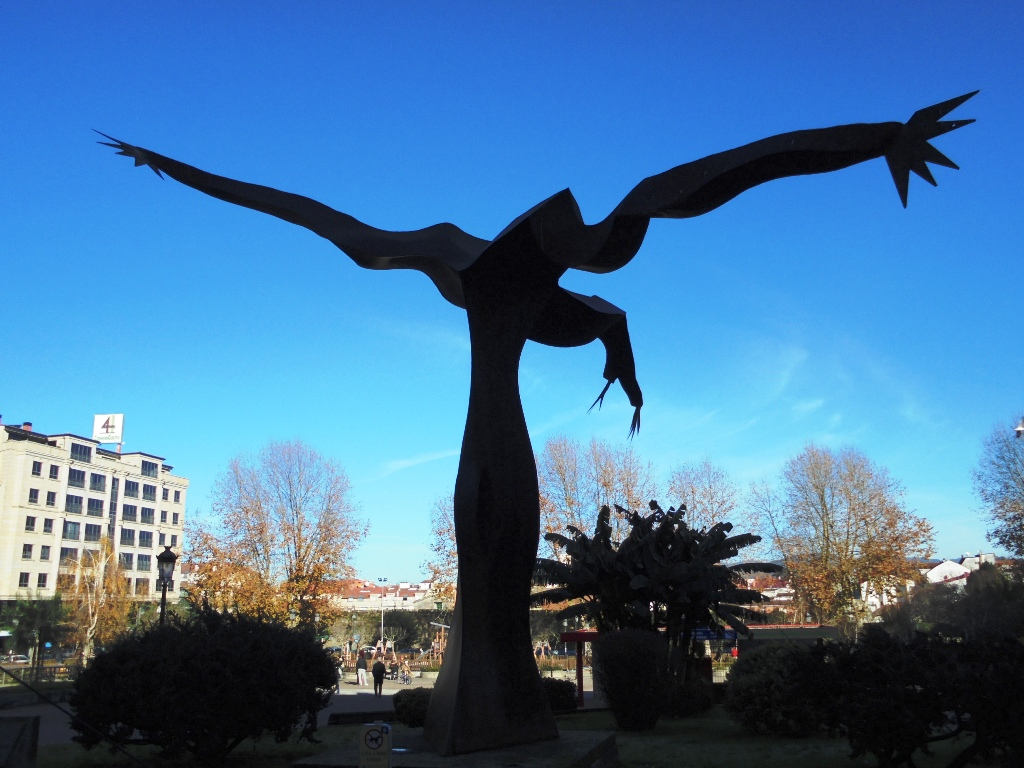
Monumento à árvore
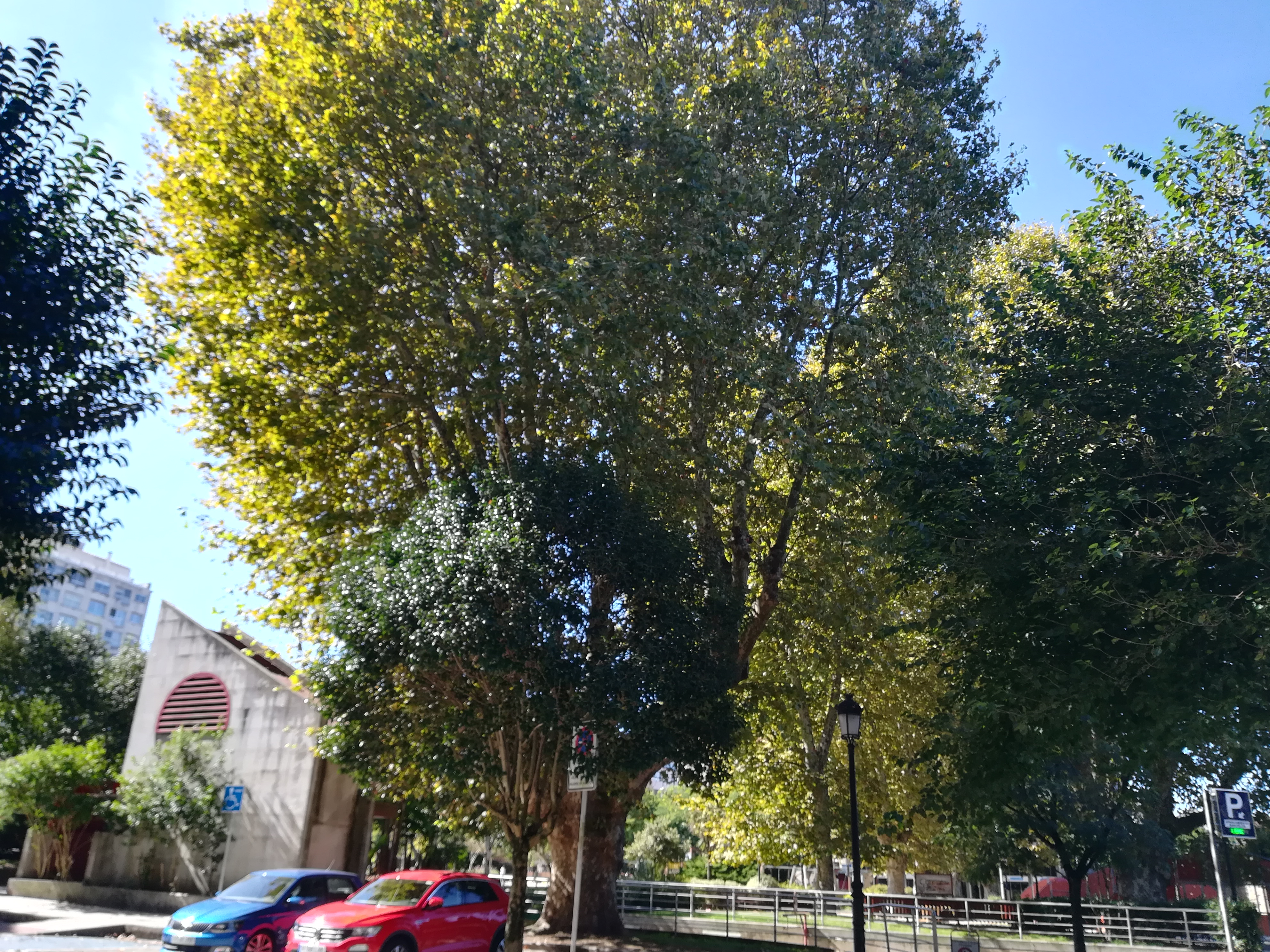
Lado norte

### Artigos relacionados
- Convento de Santa Clara
- Rua Benito Corbal
- Ensanche-Centro da cidade
- Parque das Palmeiras